# 王浩威
王浩威（1960年—），南投縣竹山人，目前為專任心理治療師、榮格分析師、作家、華人心理治療研究發展基金會執行長、臺灣榮格心理學會理事長、心靈工坊文化公司發行人。
高雄醫學院（今高雄醫學大學）醫學系畢業，曾任臺大醫院、和信醫院及花蓮慈濟醫院精神部主治醫師，並曾為文化雜誌《島嶼邊緣》總編輯；曾獲吳魯芹散文獎。文章常見於報章雜誌。哥哥為作家王浩一。

## 經歷
1987-1989年間於臺大醫院進行住院醫師訓練。
1991-1995 年間擔任花蓮慈濟醫院精神科醫師，之後在臺大醫院精神醫學部任職兩年。離開臺大醫院後，成立了自己的工作室。
2000年創立心靈工坊文化公司。

## 得獎作品
- 〈我和自己去旅行〉，時報文學獎甄選獎[8]。
- 〈見習手記三則〉，全球華文學生文學獎[9]。
- 〈獻給雨季的歌〉，全球華文學生文學獎[9]。
- 〈把你的名字劃掉〉，全球華文學生文學獎[10]。
- 〈法國電影〉，全球華文學生文學獎[11]。
- 〈旋轉舞步〉，全球華文學生文學獎[12]。

## 作品
- 《獻給雨季的歌》，書林出版，1993年，ISBN 957-586-364-X
- 《在自戀和憂鬱之間飛行》，皇冠文化，1994年，ISBN 957-331-129-1
- 《一場論述的狂歡宴》，九歌出版社，1994年，ISBN 957-560-313-3
- 《海岸浮現》，平安文化，1995年，ISBN 957-803-053-3
- 《走過童年傷痕》，元尊文化，1997年，ISBN 957-839-960-X
- 《銀河的孩子》，元尊文化，1997年，ISBN 978-957-839-958-7
- 《打開情緖Window》，張老師文化，1998年，ISBN 957-693-377-3
- 《臺灣查甫人》，聯合文學出版社，1999年，ISBN 957-522-191-5
- 《醫生的意外旅程：拜訪世界知名醫學博物館》，新新聞文化，2001年，ISBN 957-830-668-7
- 《今夜，我們來談文學》，天下文化，2001年，ISBN 957-621-842-X
- 《與自己和好：一位精神科醫師的生命看法》，聯合文學出版社，2004年，ISBN 957-522-459-0
- 《我的青春，施工中：臺灣少年記事》，心靈工坊，2009年，ISBN 978-986-678-256-5
- 《好父母是後天學來的：王浩威醫師的親子門診》，心靈工坊，2012年，ISBN 978-986-611-238-6
- 《生命的十二堂情緒課：王浩威醫師情緒門診》，心靈工坊，2012年，ISBN 978-986-611-237-9
- 《憂鬱的醫生，想飛：王浩威醫師的情緒門診2》，心靈工坊，2013年，ISBN 978-986-6112-74-4
- 《晚熟世代：王浩威醫師的家庭門診》，心靈工坊，2013年，ISBN 978-986-6112-78-2
- 《沉思的旅步：王浩威的心靈遊記》，心靈工坊，2016年，ISBN 978-986-357-056-1
- 《該走還是該留？你缺的不是競爭力，而是面對自己的勇氣！》，英邦德科技，2018年，ISBN 9789578430228